# Tartalacrème

Tartalacrème, « gazette bimestrielle d’orthographe et de poésie », est une revue littéraire publiée à Brunoy puis à Pontault-Combault par Alain Frontier et Marie-Hélène Dhénin, de 1979 à 1986.

## Situation de Tartalacrème
Au début de l’année 1979, quand sort la première livraison de Tartalacrème, Alain Frontier a cessé de collaborer à la revue et aux éditions Cheval d'attaque dirigées par Didier Paschal-Lejeune : « Allez, j’me tire… », déclare-t-il dans l’édito liminaire du premier numéro, lequel annonce d’emblée la couleur : la revue sera « l'outil d'un travail ou d'un jeu : placer parmi les autres textes ceux que nous écrivons (quelques pas dans cette chasse gardée où les écrivains se regardent sans rire où les revues se prennent pour des revues)… et le sens (il ne peut pas ne pas y en avoir) viendra, tu comprends, par-dessus le marché… »
Un quart de siècle plus tard (en 2004), le poète Claude Minière écrira : « Dans mon souvenir… — et dans l’après 68 où se cherchait encore une communication sauvage (hors institutions : radios libres, etc.) — Tartalacrème, avec la cerise du doute qui convient, parvenait à entretenir la sensation (est-ce l’aspect ronéo ?) d’une crise. C’était un tract, un tractatus de l’attente, de l’instabilité… » Et Pierre Le Pillouër définira Tartalacrème comme un « espace paradoxal et éclectique où se pêlent-mêlent l’humour, les vacheries, les artistes, les lettres, Fluxus, Ben et Yak Rivais. La théorie et les recettes dessert. L’Oulipo et TXT, dont certains chuchotent que Tartalacrème est l’antichambre — comme qui dirait un avant-goût attrayant des ténèbres ; en fait, c’est l’aile gentille (pas au sens tarte) de la revue de Prigent, le carnaval sans la viande écorchée, la récré des guerriers du verbe. »

## Le support
Le support est rudimentaire : une vingtaine de feuilles 21 × 29,7 cm, ronéotées recto/verso, agrafées, puis collées dans une couverture qui, elle, a été imprimée par un imprimeur professionnel, et que Sylvie Nève décrira plus tard à sa manière en disant : « La nuit, toutes les revues littéraires ont une couverture blanche, et une tête de fille-clown en bas à droite. » Un coup de tampon à l’encre rouge indique ensuite le numéro de la livraison. Le caractère artisanal de la fabrication n’exclut pas une présentation soignée ni surtout une parution très régulière (« avec ça beaucoup de sérieux, une parution métronomique, contrainte salutaire du sonnet », annonce le même édito). Quand en 1986, soit 7 ans après sa fondation, la revue cessera de paraître, elle aura publié 41 numéros. Le tirage oscille entre 400 et 500 exemplaires, lesquels sont rapidement et généreusement distribués : abonnements peu chers et nombreux services de presse gratuits. Très peu en librairie, où ils se vendent mal.
La notoriété que ne tarde pas acquérir cette « petite revue », au moins parmi ceux que la poésie intéresse, contraste avec la relative pauvreté du support : le 7 mai 1981, Alain Veinstein invite Marie-Hélène Dhénin et Alain Frontier dans son émission de France Culture Les Nuits Magnétiques, et le 10 mai 1982, Tartalacrème est présenté au public de la Revue Parlée de Blaise Gautier, dans la petite salle du Centre Georges-Pompidou à Paris.
La totalité des archives de Tartalacrème (ainsi qu'une collection complète de la revue) a été déposée à l'Institut mémoires de l'édition contemporaine, en août 2012.

## Les principaux collaborateurs
La revue compte au total une centaine de collaborateurs. Ceux qui se produisent le plus souvent sont, outre son animateur Alain Frontier : Jean-Pierre Bobillot et Sylvie Nève ; Jean-Luc Lavrille, Jacques Demarcq, Yak Rivais, Claude Minière, Bruno Montels, Julien Blaine, Hubert Lucot
Ont également collaboré à la revue les poètes belges Marcel et Gabriel Piqueray, Eric Clémens, Jean-Michel Pochet, Pierre Putemans et Jean-Pierre Verheggen, et les poètes québécois Claude Beausoleil et André Roy, auquel est consacré tout un dossier.
Le domaine allemand est représenté par Renate Kühn et Friederike Mayröcker ; la Russie par Khlebnikov ; l’Italie par Carla Bertola ; les États-Unis par Raymond Federman, E. E. Cummings, etc. ; la Hongrie par Tibor Papp, Paul Nagy, et Katalin Molnár ; l’Iran par Parviz Khazraï, etc. Enfin un important dossier est consacré à la poésie orale des Peuls, un autre à la poésie populaire brésilienne.
Si plusieurs écrivains reconnus depuis longtemps ne dédaignent pas de publier dans Tartalacrème — ainsi Michel Butor, Maurice Roche, Bernard Heidsieck, Christian Prigent, c’est dans cette même revue que d’autres, qui ne deviendront des écrivains reconnus que quelques années plus tard, auront publié leurs textes pour la première fois : ainsi, Jacques Barbaut, ou Pierre Le Pillouër.

## L’œuvre critique
Dans sa chronique « Commerce » présente dans presque chaque livraison, Alain Frontier rend compte à chaud de l’actualité poétique et artistique et des rencontres effectuées par les animateurs de la revue, notamment avec les représentants de la poésie sonore : Bernard Heidsieck, François Dufrêne, Henri Chopin, Michèle Métail, Julien Blaine, John Giorno… ; avec les « poètes-imprimeurs » de la revue D’atelier Tibor Papp, Paul Nagy, Bruno Montels ; avec les tenants de la « performance » : Jean-Jacques Lebel, Arnaud Labelle-Rojoux, Joël Hubaut… ; avec l’écrivain Hubert Lucot ; enfin avec les écrivains qui gravitent ou ont gravité autour de la revue TXT : Christian Prigent, Jacques Demarcq, Claude Minière, Éric Clémens, Jean-Pierre Verheggen, Valère Novarina, Pierre Le Pillouër, Philippe Boutibonnes, etc.
En dehors de sa chronique bimestrielle, le même auteur publie des études sur Michèle Métail et ses Compléments de nom ; sur Hubert Lucot et son livre Phanées les nuées, sur le plasticien Paul-Armand Gette, etc. Parallèlement à Commerce, Jacques Demarcq intervient, à partir du no 18, décembre 1981, avec sa chronique Échos-risées.

## Le dialogue avec les artistes
Marie-Hélène Dhénin s'exprime par le moyen de la photographie (et de la légende inattendue qui chaque fois
l'accompagne). Chaque livraison comporte une de ses œuvres — d’abord reproduite par le procédé du stencil électronique et ronéotée, puis, à partir du no 13, imprimée sur papier glacé par un imprimeur professionnel. De cette artiste, Pierre Le Pillouër écrira : « Quand elle ne s’attarde pas à faire des portraits en public des artistes, amis et performers de l’époque (aujourd’hui très prisés) ou qu’elle ne traque pas la redondance dans une fanfare de légionnaires ou l’insolite d’une silhouette prise en flagrant délit de curiosité dans un jardin public, elle prise les chemins défoncés (no 37), elle aime les lieux dévastés, désolés, déplorables, défaits, la Dhénin. Elle peut saisir un incroyable couloir de wagon vide de voyageurs, juste une valise, un couloir infini, un couloir comme même dans les trains de nuit on n’en voit jamais, un couloir pour couler… ».
La revue est également ouverte à plusieurs autres artistes, auxquels elle consacre des dossiers : Fanny Viollet, Bernadette Février, Paul-Armand Gette, Benjamin Vautier, Joël Hubaut, Arnaud Labelle-Rojoux, etc.